# Hobrede
Hobrede is een dorp in de gemeente Edam-Volendam, in de Nederlandse provincie Noord-Holland. Het dorp had in 2023 160 inwoners.
Tot 1970 maakte het dorp deel uit van de gemeente Oosthuizen. Als gevolg van gemeentelijke herindelingen behoorde het tot 1 januari 2016 tot de gemeente Zeevang en sindsdien tot de gemeente Edam-Volendam.

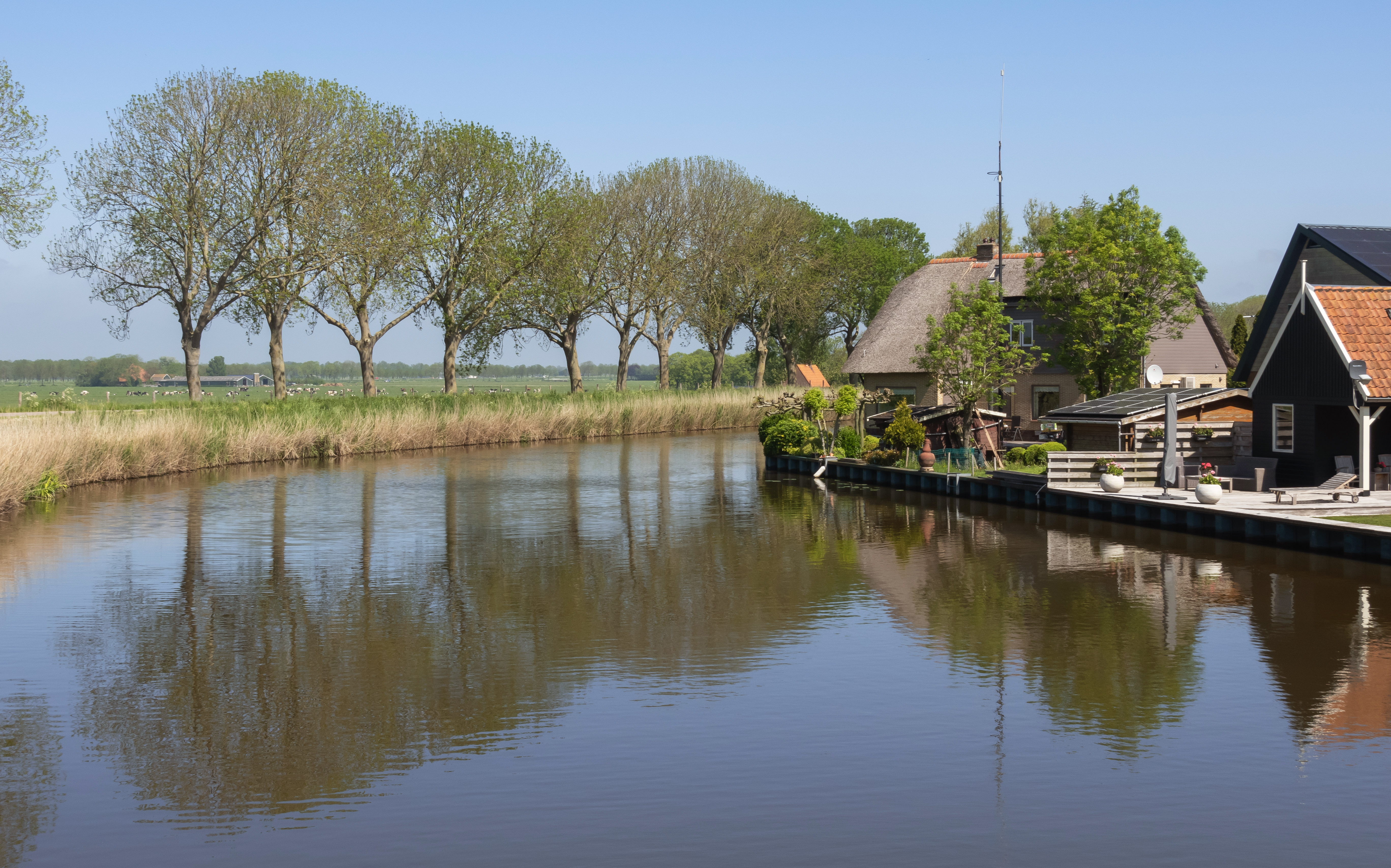
De Oostdijk met de Beemsterringvaart in Hobrede

Stad: Edam

Dorpen: Beets · Etersheim · Hobrede · Kwadijk · Middelie · Oosthuizen · Purmer (deels) · Schardam · Volendam · Warder

Buurtschappen: Axwijk · Katham · Verloreneinde
Noord-Holland: Steden en dorpen      Nederland: Provincies · Gemeenten